# Тёмная камбала
Тёмная камбала (лат. Pseudopleuronectes obscurus) — вид лучепёрых рыб из семейства камбаловых. Максимальная длина тела 56 см, обычно до 35 см. Максимальная масса тела 2,6 кг. Морская донная рыба. Населяет северо-западную часть Тихого океана: северо-восточное побережье Хоккайдо, воды у Курильских островов, Охотское море, воды Сахалина, Татарский пролив, воды Приморского края, северо-восточное побережье Корейского полуострова и Жёлтое море. Её охранный статус не оценён, она безвредна для человека и не является объектом промысла, хотя может вылавливаться рыбаками-любителями.